# Jason Williams
Jason Chandler Williams (Belle, Virginia Occidental, 18 de noviembre de 1975) es un exjugador de baloncesto estadounidense que disputó 12 temporadas en la NBA. Con 1,85 metros de altura, jugaba en la posición de base.
De gran distribución y creación imaginativa, fue comparado en sus comienzos con Pete Maravich debido a su imprevisible juego y a su gran manejo del balón.[cita requerida]

## Trayectoria deportiva

### Preparatoria
Jason Williams nació en Belle, Virginia Occidental, un pequeño pueblo a menos de 16 kilómetros de Charleston, donde se graduó en el Instituto Dupont.
Siempre destacó por poseer una habilidad innata para los deportes, pues tenía muy buenas dotes para el fútbol americano. Fue la estrella de DuPont High School en su temporada freshman, la 1990-91. Como júnior y sénior, compartió equipo con Randy Moss, exjugador de la NFL. Con Moss formó una sociedad que llenaba el aforo en cada partido disputado. Llegado el momento, se decantó por dedicarse únicamente al baloncesto y abandonó el equipo de fútbol.
Williams fue nombrado Jugador del Año en Virginia Occidental por USA Today de forma consecutiva en 1993 y 94, firmando 18 puntos y 10 asistencias de media en su temporada sénior. Moss y él llevaron DuPont a luchar por el título estatal, pero cayeron en la final. Jason se convirtió en el único jugador en la historia del instituto en alcanzar los 1000 puntos.

### Universidad
Jason tenía un acuerdo para jugar en la Universidad de Providence, donde entrenaba Rick Barnes, con quien Williams había conectado excelentemente. Sin embargo, Barnes dejó Providence por Clemson, y Jason dio marcha atrás en su idea de jugar con los Friars. Tras esto, Jason se enroló en la academia militar Fork Union, en Virginia. Allí Williams sólo duró tres días.
Su padre había estudiado la posibilidad de que jugase en la Universidad Marshall, de la División II de la NCAA, pero tras conversar el entrenador Billy Donovan, se abrió la posibilidad de jugar para la Universidad de Florida una vez que concluyese la temporada 1994-1995.
En la temporada 1995-1996 Williams se graduó en la Universidad Marshall, en Virginia Occidental. Allí sólo estuvo una temporada en la que logró unas estadísticas de 13,4 puntos y 6,4 asistencias por partido. En el verano de 1996 Billy Donovan decidió cambiar de aires y aceptar la oferta de la Universidad de Florida. Williams decidió seguir su camino hacia Gainesville.
Con los Gators en la temporada 1997-1998, Williams se convirtió en el base titular. Consiguió unos promedios de 17,1 puntos y 6,7 asistencias, mostrando además destellos de su brillantez. Williams logró también un récord de Florida con 17 asistencias el 3 de diciembre de 1997, en un partido contra Duquesne. La siguiente temporada, Florida suspendió permanentemente a Williams por uso de drogas después de tres suspensiones previas.

### NBA

#### Sacramento Kings
Después de ser suspendido por Florida, decidió presentarse al Draft de la NBA de 1998. Fue elegido por Sacramento Kings en séptima posición. Williams no acudió a la celebración del draft por lo que fue entrevistado vía satélite desde Orlando, Florida, debido a problemas médicos.
Los Kings, con una plantilla formada por bastantes jugadores jóvenes (Williams, Chris Webber, Peja Stojakovic) y otros con una buena experiencia (Nick Anderson o Vlade Divac) lograron alcanzar los playoffs en la temporada 1998-99. Pero cayeron en 1.ª ronda ante Utah Jazz. Jason promedió en su primera campaña en la liga, 12.8 puntos, 3.1 rebotes y 6 asistencias, que le valieron para ser incluido en el Mejor quinteto de rookies de la NBA.
Williams se convirtió en uno de los jugadores más populares del equipo, ganándose a la afición. Su camiseta con el número 55 a la espalda se convirtió en una de las más vendidas de todos los jugadores de la NBA. A pesar de ello, también se ganó un buen número de detractores, entre periodistas y aficionados. Uno de sus grandes problemas fue su carácter de cara al público: solitario, pasota, sin conceder demasiadas explicaciones sobre sus acciones. Recibió sanciones por parte de la liga, por encararse con aficionados o por no atender a la prensa, como por ejemplo tras caer eliminados ante Utah Jazz, cuando miles de aficionados fueron a recibirlos al aeropuerto y todos los jugadores firmaron autógrafos y se hicieron fotos con los aficionados, a excepción de Williams que subió a su coche y salió de allí.
En su segunda temporada mejoró sus registros con 13 puntos, 3 rebotes y 7.7 asistencias, algunas de estas, de una imaginación de fantasía. Los Kings volvieron a caer en 1.ª ronda, esta vez ante Los Angeles Lakers.
El 20 de julio de 2000, Williams fue suspendido los cinco primeros partidos de la temporada 2000-01 por no cumplir con el programa antidrogas de la liga, al que estaba obligado. La NBA no reveló detalles sobre que condiciones del programa anti-drogras habían sido violadas. En aquella temporada sus números descendieron, 9.4 puntos, 2.4 rebotes y 5.4 asistencias. Sacramento acabó con un récord de 55-27. Williams por fin superó una ronda de playoffs, al vencer 3-1 a Phoenix Suns. Pero en Semifinales de Conferencia los Lakers se cruzaron de nuevo en su camino.
Uno de los momentos álgidos de su etapa en Sacramento ocurrió en el Rookie Challenge del All-Star de 2000 en Oakland, cuando Williams dio un pase de codo por la espalda para Raef LaFrentz. Tras el encuentro llegó 20 minutos tarde a la rueda de prensa de después del partido, y contestó con desgana las preguntas de los periodistas. Incluso llegó a decir, cuando un periodista le preguntó sobre el increíble pase de codo que había dado, que "había dado este pase para que nadie me pida que lo vuelva a repetir". Nunca más volvería a ser el jugador imprevisible creativo y eléctrico que fue sobre la pista, su equipo prefirió la sobriedad y proyección de Mike Bibby.

#### Memphis Grizzlies
En 2001, Sacramento Kings traspasaron a Williams a los Vancouver Grizzlies a cambio de Mike Bibby. En su primera campaña con los Grizzlies, Williams firmó su mejor temporada estadísticamente, con 15.4 puntos, 3.1 rebotes y 8.4 asistencias. Sin embargo, se encontró con un equipo falto de talento. Con el entrenador Sidney Lowe, el equipo mejoró considerablemente. En 2002, el mánager general Jerry West puso a Hubie Brown al mando de los Grizzlies. El cambio fue positivo y el equipo alcanzó un récord de la franquicia con 28 victorias en su primera temporada.
En la temporada 2003-04, los Grizzlies rompieron las estadísticas y sorprendieron a todos los aficionados y expertos de la liga. El equipo, coliderado junto a Pau Gasol y con Brown en el banquillo y West en los despachos, logró por primera vez en su historia ganar 50 partidos y clasificarse así para los Playoffs de la NBA. Fueron derrotados por 4-0 ante San Antonio Spurs en 1.ª ronda. Este fue el comienzo de la mejor etapa vivida por los Grizzlies, ya que durante las siguientes dos temporadas también logró meterse en Playoffs. En los playoffs de 2005, Williams firmó su mejor participación en una serie de playoffs, con 17 puntos, 2.3 rebotes y 5.3 asistencias de media en los cuatro partidos.

#### Miami Heat

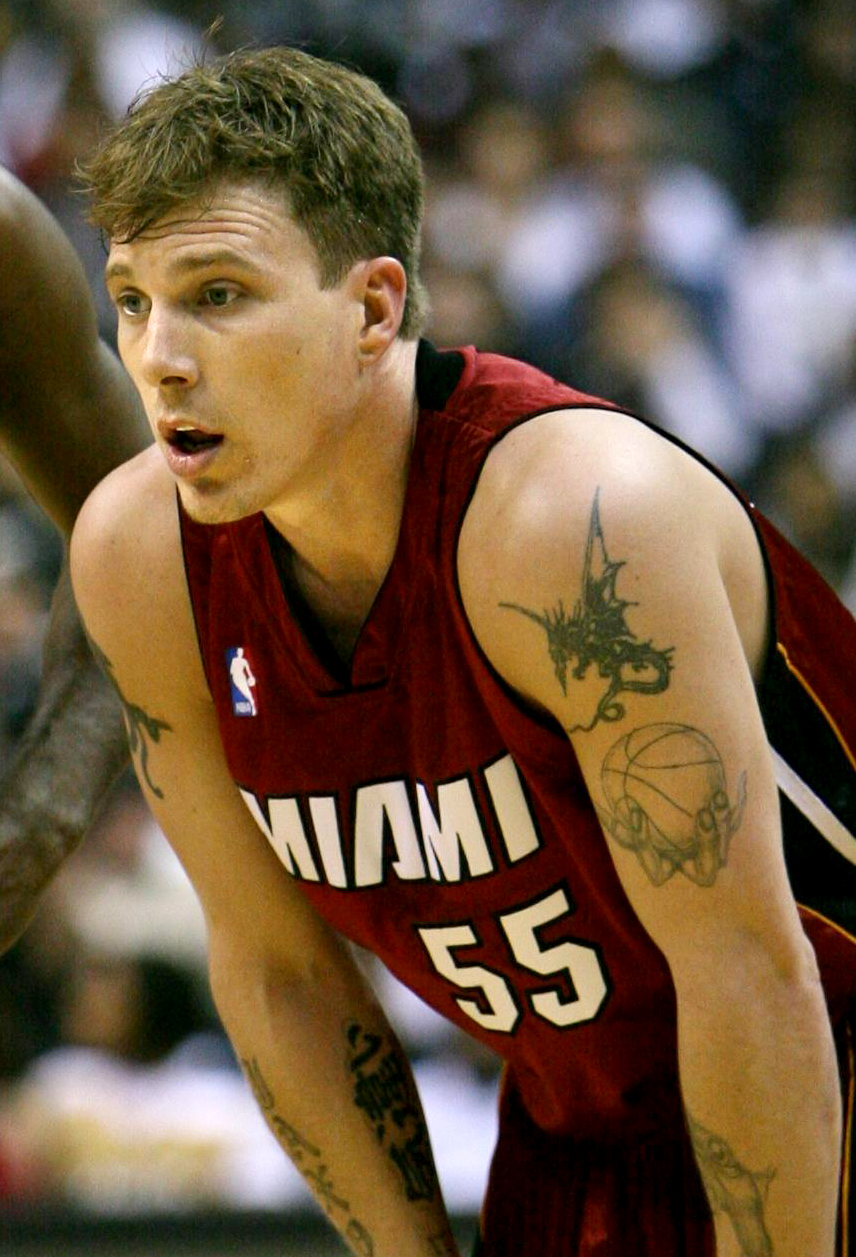
Williams, con la camiseta de los Heat.

El 2 de agosto de 2005, él y su compañero de equipo James Posey fueron dos de los trece jugadores envueltos en el mayor traspaso de la historia de la liga que les llevó a Miami Heat, a cambio del escolta Eddie Jones.
Williams comenzó a jugar de base con los Heat en la temporada 2005-2006. Una lesión en el codo le impidió jugar algunos partidos, pero cuando volvió a la cancha demostró su valía haciéndose con el control del ataque de los Heat. Se convirtió en una amenaza ofensiva, capaz de anotar desde dentro o fuera de la línea de 7,25. Williams recuperó su nivel con 12.3 puntos, 2.4 rebotes y 4.9 asistencias. En los playoffs Williams hizo su mejor actuación en el 6.º partido de las Finales de la Conferencia Este, contra Detroit Pistons, anotando 21 puntos.
Williams ganaría su primer y único campeonato de la NBA en junio de 2006, cuando los Heat vencieron a los Dallas Mavericks en las Finales de la NBA. Williams promedió en las Finales 8.8 puntos y 4.7 asistencias.

#### Los Angeles Clippers
El 7 de agosto de 2008 firma como agente libre por Los Angeles Clippers. Sin embargo anunció su retirada el 26 de septiembre de 2008, sin haber llegado a debutar con Los Angeles Clippers y después de recibir ofertas de Europa que desestimó. Pero el 20 de febrero de 2009 envió una carta a la NBA en la que solicitaba regresar a la liga tras una breve y misteriosa retirada de la que nadie supo bien sus motivos.

#### Orlando Magic - Memphis Grizzlies
El 19 de agosto de 2009 fichó por los Orlando Magic por una temporada (temporada 2009-10) en la que llegó a playoffs, tras la cual el equipo decide renovarlo para la temporada 2010-11. Después de varios meses de competición los Magic decidieron rescindirle el contrato el 26 de enero de 2011. Tras varias semanas siendo agente libre y buscando equipo ficha por los Memphis Grizzlies el 7 de febrero de 2011 hasta el final de temporada.
Tras casi no jugar con Memphis por culpa de unos dolores de espalda, anuncia que se retira del baloncesto profesional el 18 de abril de 2011 con una edad de 35 años y 12 años de carrera en la NBA.

## Perfil de jugador

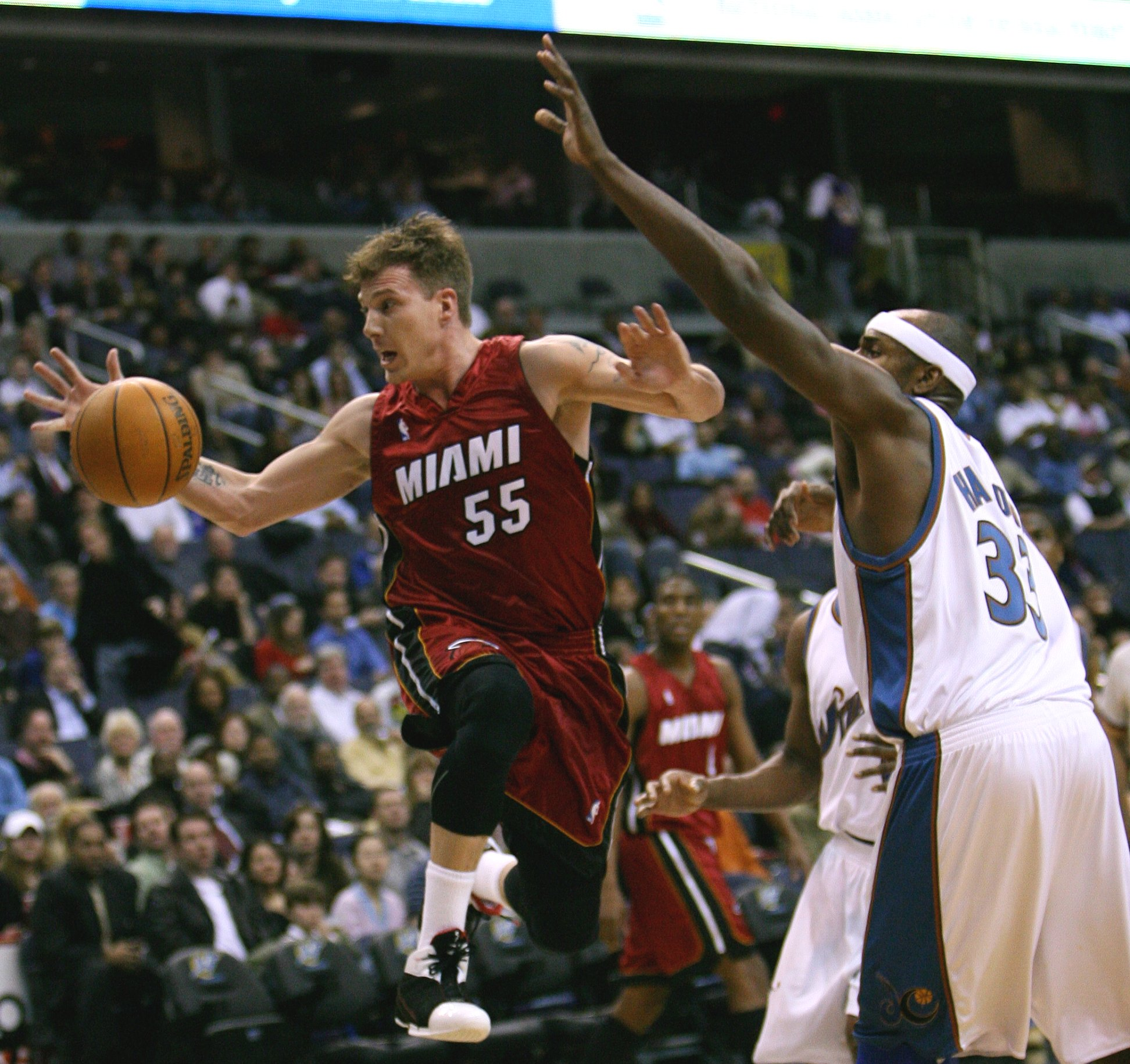
Williams jugando para Miami Heat

Williams se retiró de la NBA con unos promedios de 10,5 puntos y 5,9 asistencias (en 788 encuentros), pero su legado en la liga va más allá de lo estadístico. 
Se consolidó como uno de los bases más espectaculares de la NBA en su etapa en Sacramento Kings donde formó una gran sociedad junto a Chris Webber. Ambos convirtieron al equipo en uno se los más espectaculares del momento. Un jugador que divertía y que hacía divertir, un base que se salía de la norma con un dominio del balón, un descaro (llegó a comer palomitas durante el partido tomándolas prestadas de la primera fila), una magia y una imaginación comparada con la de Pete Maravich. 
Fue habitual durante su carrera su aparición en las mejores jugadas semanales y su impacto en la NBA no se hizo esperar. En su primera temporada en Sacramento su camiseta fue de las más vendidas entre los aficionados.[cita requerida]
Williams marcó tendencia, después de él, los bases blancos de características parecidas, solían adoptar el apodo que le hizo famoso "White Chocolate". Muestra de ello es el apodo con que en la NBA recibieron al español Sergio Rodríguez, "Spanish White Chocolate". 
Su arriesgado estilo de juego tenía una desventaja: las pérdidas. Sin embargo, este aspecto lo corrigió en Memphis Grizzlies y en Miami Heat, donde su forma de juego cambió totalmente respecto a la etapa de Sacramento.

## Estadísticas de su carrera en la NBA
|  | Denota temporada en la que fue Campeón de la NBA |

### Temporada regular
| Año     | Equipo     | PJ  | PT  | MPP  | %TC  | %3P  | %TL  | RPP | APP | ROB | TPP | PPP  |
| ------- | ---------- | --- | --- | ---- | ---- | ---- | ---- | --- | --- | --- | --- | ---- |
| 1998-99 | Sacramento | 50  | 50  | 36.1 | .374 | .310 | .752 | 3.1 | 6.0 | 1.9 | .0  | 12.8 |
| 1999-00 | Sacramento | 81  | 81  | 34.1 | .373 | .287 | .753 | 2.8 | 7.3 | 1.4 | .1  | 12.3 |
| 2000-01 | Sacramento | 77  | 77  | 29.7 | .407 | .315 | .789 | 2.4 | 5.4 | 1.2 | .1  | 9.4  |
| 2001-02 | Memphis    | 65  | 65  | 34.4 | .382 | .295 | .792 | 3.0 | 8.0 | 1.7 | .1  | 14.8 |
| 2002-03 | Memphis    | 76  | 76  | 31.7 | .388 | .354 | .840 | 2.8 | 8.3 | 1.2 | .1  | 12.1 |
| 2003-04 | Memphis    | 72  | 68  | 29.4 | .407 | .330 | .837 | 2.0 | 6.8 | 1.3 | .1  | 10.9 |
| 2004-05 | Memphis    | 71  | 68  | 27.5 | .413 | .324 | .792 | 1.7 | 5.6 | 1.1 | .1  | 10.1 |
| 2005-06 | Miami      | 59  | 56  | 31.8 | .442 | .372 | .867 | 2.4 | 4.9 | .9  | .1  | 12.3 |
| 2006-07 | Miami      | 61  | 55  | 30.6 | .413 | .339 | .913 | 2.3 | 5.3 | 1.0 | .0  | 10.9 |
| 2007-08 | Miami      | 67  | 53  | 28.1 | .384 | .353 | .863 | 1.9 | 4.6 | 1.2 | .1  | 8.8  |
| 2009-10 | Orlando    | 82  | 18  | 20.8 | .444 | .380 | .756 | 1.5 | 3.6 | .6  | .0  | 6.0  |
| 2010-11 | Orlando    | 16  | 0   | 10.7 | .342 | .304 | .000 | 1.4 | 1.5 | .5  | .0  | 2.1  |
| 2010-11 | Memphis    | 11  | 0   | 11.3 | .310 | .200 | .000 | .7  | 2.5 | .3  | .1  | 1.9  |
| Total   | Total      | 788 | 667 | 29.4 | .398 | .327 | .813 | 2.3 | 5.9 | 1.2 | .1  | 10.5 |

### Playoffs
| Año   | Equipo     | PJ | PT | MPP  | %TC  | %3P  | %TL   | RPP | APP | ROB | TPP | PPP  |
| ----- | ---------- | -- | -- | ---- | ---- | ---- | ----- | --- | --- | --- | --- | ---- |
| 1999  | Sacramento | 5  | 5  | 32.6 | .356 | .310 | 1.000 | 3.6 | 4.0 | 1.6 | .2  | 10.0 |
| 2000  | Sacramento | 5  | 5  | 29.0 | .375 | .320 | .800  | 1.6 | 2.4 | .6  | .0  | 10.4 |
| 2001  | Sacramento | 8  | 8  | 83.6 | .426 | .367 | 1.000 | 2.3 | 2.9 | 1.0 | .0  | 8.8  |
| 2004  | Memphis    | 4  | 4  | 32.5 | .326 | .286 | 1.000 | 2.3 | 4.5 | .5  | .0  | 10.8 |
| 2005  | Memphis    | 4  | 4  | 28.5 | .528 | .476 | 1.000 | 2.3 | 5.3 | 1.5 | .0  | 17.0 |
| 2006  | Miami      | 23 | 23 | 29.8 | .405 | .274 | .844  | 2.0 | 3.9 | .6  | .0  | 9.3  |
| 2007  | Miami      | 4  | 4  | 28.0 | .250 | .294 | .800  | 2.0 | 3.5 | 1.2 | .2  | 5.8  |
| 2010  | Orlando    | 14 | 0  | 13.7 | .342 | .250 | 1.000 | .8  | 1.6 | .3  | .0  | 2.6  |
| Total | Total      | 67 | 53 | 25.9 | .393 | .309 | .889  | 1.9 | 3.3 | .8  | .0  | 8.3  |

## Vida personal
Contrajo matrimonio en el año 2000 con Denika Williams, con la que tuvo dos hijos.